# ДиЕМ25: Покрет за демократију у Европи 2025
Покрет за демократију у Европи 2025, или ДиЕМ25, је паневропски политички покрет који је 2016. године основала група Европљана, укључујући бившег грчког министра финансија Jаниса Варуфакиса и хрватског филозофа Срећка Хорвата. Покрет је званично покренут на свечаним догађајима 9. фебруара 2016. у позоришту Фолксбуне у Берлину  и 23. марта у Риму.
ДиЕМ-ове тенденције су алтер-глобализација, друштвена екологија, екофеминизам, пост-раст и посткапитализам. Примена универзалног основног дохотка широко се заступа међу његовим члановима.
Скраћеница ДиЕМ алудира на латинску фразу carpe diem. Да би се нагласила хитност демократизације Европе док за њу још има наде, покрет поставља 2025. годину као рок за израду демократског устава који ће заменити све европске уговоре који су данас на снази. Годину дана након оснивања, ДиЕМ25 је огласио да има преко 60.000 чланова из целе Европске уније.

## Циљеви
ДиЕМ25 тврди да народ Европе треба да искористи прилику за стварање политичких организација на паневропском нивоу. Његови чланови сматрају да је модел националних партија које формирају слабе савезе у Европском парламенту застарео и да је неопходан паневропски покрет за суочавање са великим економским, политичким и социјалним кризама у данашњој Европи. У својој анализи покрет сматра да ове кризе прете да доведу до распада Европе и да су карактеристике кризе сличне онима из Велике депресије 1930-их.
ДиЕМ25 тежи стварању демократске Европе. Они у Европској унији виде зачетке технократске супердржаве којом се влада едиктом. За разлику од ње, ДиЕМ25 има за циљ да Европу учини унијом људи којима се управља демократским пристанком кроз политику децентрализације. ДиЕМ25 наводи осам различитих елемената европског управљања принудом, од којих су први „убиствене инспекције и Тројка коју су оформили са неизабраним „технократама“ из других међународних и европских институција“. Додају да естаблишмент „презире демократију“ и да „сав политички ауторитет [мора да проистиче] од европских суверених народа“.
ДиЕМ25 жели да делује као организација која обједињује левичарске странке, основне протестне покрете и „побуњеничке регије,“ како би се развио заједнички одговор на пет криза са којима се Европа данас суочава, а то су дуг, банкарство, сиромаштво, мала улагања и миграције. ДиЕМ25 такође жели да реформише институције ЕУ, првобитно створене да служе индустрији, тако да оне постану потпуно транспарентне и буду одговорне грађанима Европе. ДиЕМ25 најзад предвиђа да грађани Европе напишу демократски устав за Европску унију.
Крећући од базе и мобилишући на основном нивоу, покрет има за циљ реформу постојећих институција Европске уније како би створио пуноправну демократију са сувереним парламентом који поштује национално самоопредељење и поделу моћи са националним парламентима, регионалним скупштинама и општинским већима не би ли се заменила “бриселска бирократија.”  Покрет подржавају између осталих истакнути амерички лингвиста и политички активиста Ноам Чомски, италијански филозоф Антонио Негри, амерички антрополог Чарлс Николс, амерички економиста Џејмс К. Галбраит и бивши лабуристички посланик Стуарт Холанд . У његовом Саветодавном одбору налазе се личности различитих профила, међу њима Џулијан Асанж, филмски режисер Кен Лоуч, посланица Зелене странке Каролајн Лукас, британски лабуристички политичар Џон МакДонел, холандска социологиња Саскиа Сасен, италијански филозоф “Бифо” (Франко) Берарди и словеначки филозоф Славој Жижек .

## Политике
Демократизација Европе је покретачка снага ДиЕМ25. Преовлађујући консензус покрета је да ће ЕУ или бити демократизована, или ће се распасти. Крајњи циљ је створити Европу којом владају разум, слобода, толеранција и машта, што ће све омогућити свеобухватна транспарентност, стварна солидарност и аутентична демократија. Приоритети ДиЕМ25 су:
1. Потпуна транспарентност у доношењу одлука (нпр. директни преноси састанака Европског савета, ЕЦОФИНа и Еврогрупе, потпуно отвараање докумената о трговинским преговорима, објављивање записника ЕЦБ итд.),[16] и
2. Хитно преусмеравање постојећих институција ЕУ у спровођење иновативних политика које се истински баве кризама дугова, банкарства, неадекватних улагања, растућег сиромаштва и миграција .[17]

### Европски нови договор
Европски нови договор ДиЕМ25  бави се следећим питањима:
- Кроћење финансијског капитализма, регулисање банкарства, и успостављање нове јавне платформе за дигитална плаћања којом се укида монопол банака над европским плаћањима.
- Укидање прекарности кроз Програм за борбу против сиромаштва, Социјални програм за становање, и Програм који гарантује запослење .
- Учвршћивање евра[појаснити] и спашавање еврозоне захтева укидање самопонижавајућих мера штедње и минимизирање трошкова њеног распада тамо где је до њега већ дошло.
- Паневропска координација између еврозоне и земаља ван еврозоне како би се максимализовао опоравак Европе, оптимизовали економски и друштвени исходи широм Европе и како би дошли на дневни ред разговори о главним еколошким и социоекономским факторима који узрокују невољне масовне миграције.
- Зелена улагања која повезују пословање централних банака са програмима јавних улагања и новим јавним платформама за дигитално плаћање.
- Универзална основна дивиденда која може демократизовати економску сферу и изградити пут ка посткапиталистичкој економији.

### Зелени нови договор за Европу
Зелени нови договор за Европу  је политичка платформа која се ослања на знање и искуства истраживача, активиста, практичара и заједница широм Европе. Кључни извештај коалиције о тој политици, ”План за европску праведну транзицију,”  приказује које су политике и стратегије потребне да би се праведна транзиција остварила широм Европе.
Предлози у извештају односе се на четири теме:
- Путеви до зеленог новог договора за Европу истражују стратегије организовања и мобилизације на локалном нивоу које би омогућиле програм за праведну транзицију.
- Зелени јавни радови [21] је план улагања за покретање зелене транзиције у Европи и истовремено за изградњу праведне, равноправне и демократске економије.
- Унија за заштиту животне средине [22] нови је регулаторни оквир за праведну транзицију који усклађује европске законе са научним консензусом и законом прописује одрживост и солидарност .
- Комисија за еколошку правду[23] је независно тело које ће истраживати, надгледати и саветовати ствараоце политика ЕУ да би унапредила циљ еколошке правде широм Европе и широм света.

## Програм
Покрет предлаже Прогресивни програм за Европу  за коју ДиЕМ25 развија јавне програмске елаборате који почивају на осам стубова. Сваки елаборат је створен од доприноса свих чланова ДиЕМ25 као и низа стручњака у релевантним областима.
1. Транспарентност : Увођење транспарентне владе широм Европе како би се разоткрила и прекинула непрозирност састанака и самита европских институција, која истовремено обезбеђује да сви релевантни документи и протоколи трговинских преговора буду јавно доступни. У марту 2016. године, само месец дана након покретања покрета Транспарентност у Европи сада![25] започета је кампања захтевом да се доношење одлука у ЕУ одвија под надзором њених грађана.
2. Избеглице и миграције: ДиЕМ25 позива Европљане и њихове изабране представнике да пониште споразум између ЕУ и Турске и тако окончају праксу ЕУ да „жртвује људске животе и основне хуманистичке принципе зарад примиривања ксенофоба и ултра-националиста.” [26] Главна мета ове кампање је контроверзни споразум између ЕУ и Турске који је ступио на снагу 20. марта 2016. године. Склапање овог споразума било је последње у низу промена у односима ЕУ и Турске. Нежељене миграције стварају огромну кризу са којом се суочава Европа. Без посла или перспективе код куће, Европљани се селе јер то морају. Став ДиЕМ25 је да зидови и ограде нису решење и да само заједничка улагања могу окончати кризу несигурности .
3. Европски нови договор: Рационализација европске економије у складу са иницијативама наведеним у политикама ДиЕМ25, као што је горе наведено. Европу муче хроничне кризе: дугови, банке, сиромаштво, улагања и нехотичне миграције. ДиЕМ25 има за циљ да уједини прогресивне снаге широм Европе како би се развила решења за ове кризе и потом се кренуло на пут ка њиховом остварењу.[18] Годинама се естаблишмент ЕУ претварао да је криза завршена и честитао сам себи за решење проблема које су сами створили. Али кризе не само да нису нестале, већ су се продубиле.
4. Рад: Питања везана за рад, технологију, запошљавање и расподелу дохотка, која превазилазе уговоре између радника и капитала, и основни доходак.
5. Еколошка транзиција: Замишљање посткапиталистичког економског и социјалног модела, као што је горе наведено, у одељку Зелени нови договор за Европу.[19]
6. Европски устав: Замишљање демократског паневропског устава и како се до њега може доћи.
7. Технолошки суверенитет: ДиЕМ25 верује да технолошког напретка може бити упоредо са политичким и друштвеним напретком, ако људски процват постане средиште свих технолошких промена. Из тог разлога, главни циљеви су успостављање Дигиталнe заједнице у Европи која ће се супротставити монополу интернет платформи, као и Демократизација Иновација. Технолошки монополи стекли су огромну моћ да измене схватање знања и информација, а да истовремено избегавају било какву демократску одговорност за ту моћ. Будући да је технологија постала централно начело моћи у данашњем друштву, свака моћ на крају мора припадати сувереним грађанима технолошког друштва. Технички стуб представља амбициозан план за постизање технолошког суверенитета,[27] који се сматра правом грађана док истовремено даје могућност демократским институцијама да самостално доносе одлуке у вези са технологијом и технолошким иновацијама.
8. Визија културе: ДиЕМ25 је од свог почетка уметност и културу сматрао средиштем своје визије демократске Европе. Текућа криза у Европи није само економска, нити само политичка. Такође се налазимо у дубокој кризи културе због „распадања, уништавања или потискивања основних елемената друштвеног и културног живота.“ Покрет је посвећен развоју нове визије културе у Европи и стварању платформе за њен израз; све на начин који повезује, а не дели људе.[28]

## Брегзит
ДиЕМ25 настоји да спречи преломе у Европи. Они наводе да раст екстремистичког национализма и такозвани Брегзит и Грегзит прете да распарчају Европу. Уочи референдума о Брегзиту, суоснивач ДиЕМ25 Јанис Варуфакис сарађивао је са лидером британске Лабуристичке партије Џеремијем Корбином, подржавајући останак Британије у Европској унији. Варуфакис је навео посебне уступке које је Европска унија учинила Великој Британији у фебруару 2016. године као доказ европског распада. После победе поборника Брегзита на референдуму, чланови ДиЕМ25 одлучили су да подрже покретање Члана 50 под условом да Велика Британија изађе из ЕУ на основу споразума Норвешка+ који би очувао слободу кретања и приступ јединственом тржишту. Услед одбијања владе Велике Британије да преговара о таквом споразуму, у октобру 2018. године чланови ДиЕМ25 гласали су за покретање кампање „Одмори се од Брегзита,” позивајући на продужење периода преговора према одредбама Члана 50. Међутим, упркос званичном ставу покрета, Варуфакис се јавно успротивио продужењу и у мају 2020. године, неколико месеци након пораза Џеремија Корбина, објавио да подржава Брегзит без споразума о условима на крају прелазне фазе.

## Европски избори 2019
ДиЕМ25 настоји да формира прву наднационалну политичку странку и у мају 2017. године започео је расправу о кандидовању такве странке на изборима за Европски парламент 2019. године. Варуфакис је изјавио да ће у неким земљама сарађивати са националним странкама које су сагласне с програмом ДиЕМ25, попут Разема у Пољској или Алтернативе у Данској, док ће у другима можда одлучити да се кандидује одвојено од било које постојеће странке. До 2019. године ова наднационална странка радила је под називом Европско пролеће.
ДиЕМ25 подржава петицију „Транспарентност у Европи сад!“, и захтева директне преносе састанака главних европских институција, свеобухватну листу свих бриселских лобиста и електронско објављивање свих преговарачких докумената о ТТИП.
ДиЕМ25 за себе каже да је интернационалистички и залаже се за спољну политику која подразумева да су неевропљани ”битни сами по себи.” 

## Структура
ДиЕМ25 има четири саставна дела, и то Координациони колектив (КК), Савет за одобрења (СО), Спонтане колективе ДиЕМ25 (СКД), и Саветодавни одбор. Да би прикупио новац, ДиЕМ25 користи масовно финансирање.
Координациони колектив има дванаест чланова који се састају сваке недеље да би водили акције ДиЕМ25. ДиЕМ25 заказује електронско гласање сваких шест месеци како би се омогућило свим члановима ДиЕМ25 да попуне половину места у КК. Чланови Координационог колектива не могу истовремено припадати некој другој политичкој странци или бити министри или парламентарци који још увек обављају дужност.
Савет за одобрења има 100 учесника који надзиру примерено понашање чланова ДиЕМ25, доносе одлуке када хитна питања не остављају довољно времена за дигитални референдум чланства, и одобравају предлоге Координационог колектива. Било који члан ДиЕМ25 може се пријавити за чланство у СО; ДиЕМ25 бира места места у Савету за одобрења жребом. Као и гласање у Координационом колективу, ДиЕМ25 заказује избор за половину места у СО сваких шест месеци.
Спонтани колективи ДиЕМ25 се самоорганизују како би постигли циљеве ДиЕМ25. СКД се формирају на основу афинитета и месне, регионалне или националне локације, састанка лицем у лице или на интернету.
Саветодавни одбор саветује ДиЕМ25. Координациони колектив и Савет за одобрења заједнички бирају саветнике на основу њихових признатих достигнућа и стручности у њиховим областима (између осталог у уметности, политици и науци).

## Развој, критика и пријем
О покретању иницијативе опширно је извештавала међународна штампа. Водећи европски медији говорили су у својим извештајима наредних дана и о потенцијалу покрета и о главним контрадикцијама са којима се суочава. Штампа је Варуфакиса питала о односу његове иницијативе и предлога који постоје код осталих лидера европске левице за суочавање са такозваном „кризом неолиберализма” и њено решавање, односно о ставу Оскара Лафонтејна у Немачкој и Жан-Лука Меланшона у Француској који се залажy за повратак суверенитета и националних валута, а напуштање евра. По овом питању, које је вероватно најспорније због сучељавања супротстављених ставова унутар европске левице, Варуфакис је недвосмислено одбацио повратак суверенитета националним државама. Насупрот томе, покрет наглашава реполитизацију Европе као целине и демократизацију њених институција тако да се тиме реше тенденције одвајања, фрагментације, конкуренције и изолације.
У чланку под насловом “Varoufakis' kleine Internationale gegen Kapitalismus” (“Варуфакисова мала интернационала против капитализма”), конзервативни немачки лист Die Welt сугерисао је да ће Варуфакисови предлози “разбити Европу, а не је излечити.” У својој белешци о покретању ДиЕМ25, лист сугерише да је ова иницијатива резултат тога што је Варуфакис „огорчен“ због тога што су његове идеје одбачене. Чланак тврди да Варуфакис није могао да прихвати да његове колеге нису желеле да га прате и закључио да су му били потребни међународни савези пошто није могао да се наметне на националном нивоу. Док се у Мађарској или Пољској конзервативни сектори полажу наде у еманципацију, Варуфакис би покушао да формира савез широм Европе који би бранио левичарску политику.

## Чланство
Од свог оснивања, ДиЕМ25 је градио везе с националним политичким странкама које су сагласне с програмом ДиЕМ25. Из овакве сарадње ДиЕМ25 је током 2018. успоставио изборну листу за изборе за Европски парламент 2019. године под називом Европско пролеће, која је до 2019. године себе представљала као наднационалну европску политичку странку. 25. новембра 2018. године, Варуфакис је изабран да буде Spitzenkandidat за ДиЕМ25 на изборима за Европски парламент 2019. године. Одлучио је да се касније нађе на листи кандидата за Демократију у Европи у Немачкој и изабран је великом већином. Међу повезаним странкама су следеће:
| Странкаa[›]                  | Земља       | Број места у горњем дому | Број места у доњем | Број места у Европском парламенту 2019-24 | Резултати у последњим националним изборима | Резултати у последњим европским изборима                                                                  | Освојених места | Извор  |
| ---------------------------- | ----------- | ------------------------ | ------------------ | ----------------------------------------- | ------------------------------------------ | --- | --------------- | ------ |
| Der Wandel                   | Аустрија    | 0 / 61                   | 0 / 183            | 0 / 18                                    | 0.5%                                       | није се кандидовала                                                                                       | 0 / 18          | [ 47 ] |
| Alternativet                 | Данска      | једнодомна               | 1 / 179            | 0 / 13                                    | 3.0%                                       | 3.4% | 0 / 13          | [ 48 ] |
| Génération.s                 | Француска   | 1 / 348                  | 1 / 577            | 0 / 74                                    | није се кандидовала                        | 3.3% | 0 / 74          | [ 49 ] |
| Democracy in Europe – DiEM25 | Немачка     | 0 / 69                   | 0 / 709            | 0 / 96                                    | није се кандидовала                        | 0.3% | 0 / 96          | [ 50 ] |
| Democracy in Motion          | Немачка     | 0 / 69                   | 0 / 709            | 0 / 96                                    | 0.1%                                       | кандидовала као „Democracy in Europe”. Архивирано из оригинала 04. 12. 2020. г. Приступљено 18. 12. 2020. | Н/Д             |        |
| Mut                          | Немачка     | 0 / 69                   | 0 / 709            | 0 / 96                                    | није се кандидовала                        | није се кандидовала                                                                                       | Н/Д             | [ 51 ] |
| MeRA25                       | Грчка       | једнодомна               | 9 / 300            | 0 / 21                                    | 3.4%                                       | 3.0% | 0 / 21          | [ 52 ] |
| Lewica Razem                 | Пољска      | 0 / 100                  | 6 / 460            | 0 / 51                                    | Део The Left (12,6%)                       | 1.2% | 0 / 51          | [ 53 ] |
| LIVRE                        | Португалија | Unicameral               | 0 / 230            | 0 / 21                                    | 1.1%                                       | 1.8% | 0 / 21          | [ 54 ] |
| Actúa                        | Шпанија     | 0 / 265                  | 0 / 350            | 0 / 54                                    | 0.4%b[›]                                   | 0.1% | 0 / 54          | [ 55 ] |
| Izquierda en Positivo        | Шпанија     | 0 / 265                  | 0 / 350            | 0 / 54                                    | 0.1%c[›]                                   | 0.1% | 0 / 54          |        |

- ^ a: Од 2016. странка Луиђија де Мађистриса Демократија и аутономија била је италијански члан, али се одвојила од ДиЕМ25 да би се прикључила странци Power to the People: [56][57]
- ^ b: Проценат укупног броја важећих гласова у Астуриасу, Мадриду, Авили, Севиљи, Касересу, Сеговији, Бадађозу и Балеарима. Гласова за Actúa било је само у ових осам провинција.: [58][59]
- ^ c: Проценат укупног броја важећих гласова у Мурсији, Барселони, Ђирони, Љеиди и Тарагони. Гласова за Izquierda en Positivo било је само у ових пет покрајина.: [59]

### Истакнути чланови
- Јанис Варуфакис (Грчка)
- Руи Таварес (Португал)
- Срећко Хорват (Хрватска)
- Лоренцо Марсили (Италија)
- Ноам Чомски (Сједињене Државе)
- Ада Колау (Шпанија)
- Брајан Ино (Велика Британија)
- Жулиен Бају (Француска)
- Жан-Мишел Жар (Француска) [60]
- Џејмс К. Галбраит (Сједињене Државе)
- Сузан Џорџ (Сједињене Државе / Француска)
- Борис Гроис (Немачка)
- Кен Лоуч (Велика Британија)
- Антонио Негри (Италија)
- Балтасар Гарсон (Шпанија)
- Саскиа Сасен (Сједињене Државе / Холандија)
- Микулаш Пекса (Чешка) [61]
- Славој Жижек (Словенија)
- Агниешка Џиемианович-Бак (Пољска)
- Федерико Мајор Сарагоса (Шпанија) [62]
- Александар Новаковић (Србија)
- Памела Андерсон (Канада / Сједињене Државе)
- Гаспар Љамазарес (Шпанија)
- Џон МакДонел (Велика Британија) [63]